# Ambrì
Ambrì ist ein Dorf im Bezirk Leventina des Kantons Tessin in der Schweiz. Es gehört zur politischen Gemeinde Quinto.

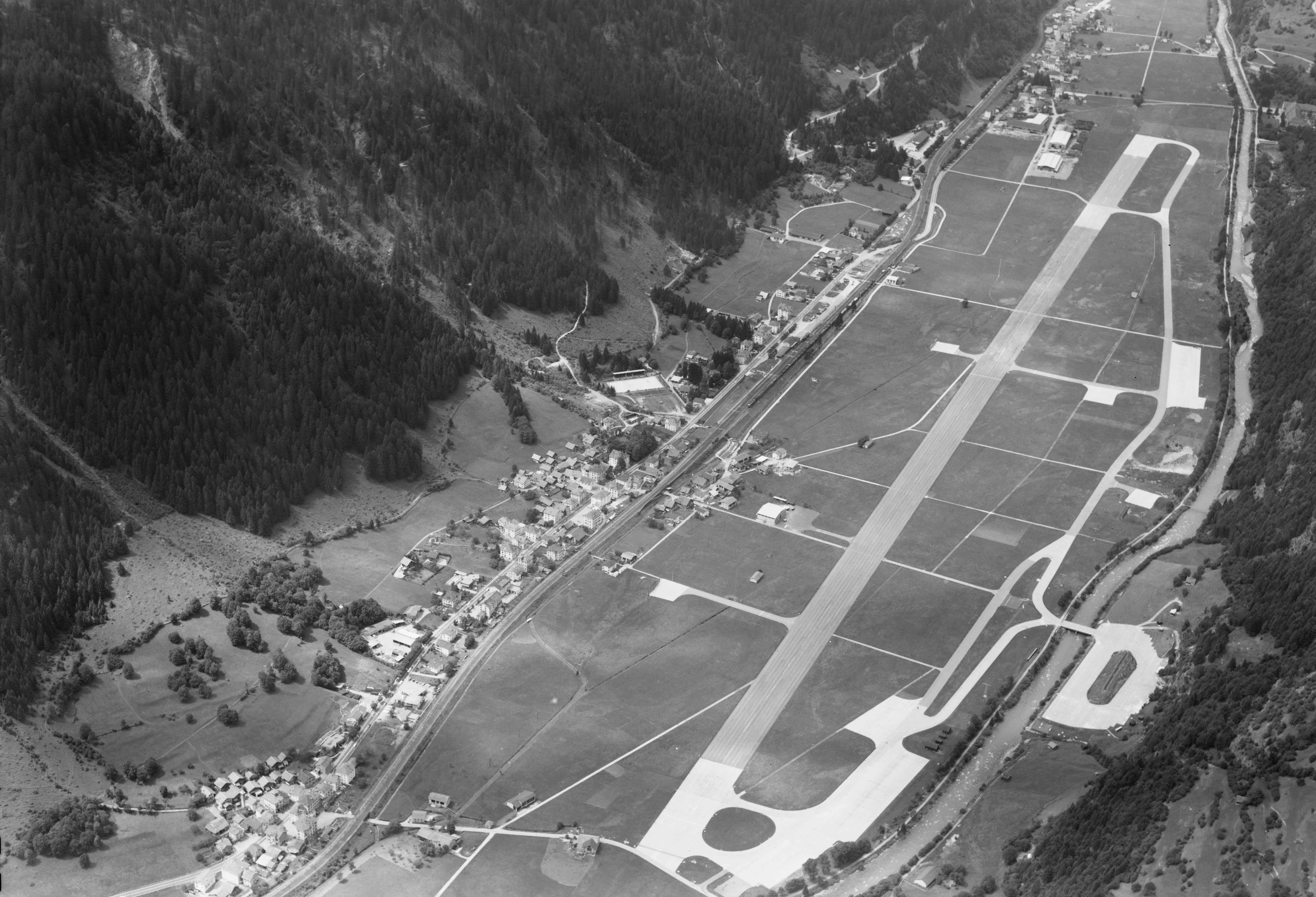
Historisches Luftbild von Werner Friedli (Fotograf) (1964)

## Geographie
Der Ortsname leitet sich vermutlich aus ombra «Schatten» ab, was angesichts der Dorflage am Fuss des rechten Hanges der Leventina durchaus angebracht ist. Im Winter bleibt Ambrì mehrere Monate ohne Sonne.
Im Ort befinden sich der Flugplatz Ambrì und die Primarschule der Gemeinde Quinto sowie die Sekundarschule (Scuola Media) für die Gemeinden der oberen Leventina, Airolo, Bedretto, Quinto, Prato (Leventina) und Dalpe.

## Geschichte
Die zwei Weiler Ambrì-Sopra und Ambrì-Sotto wurden 1227 zum ersten Mal genannt. Unter der Herrschaft der Domherren von Mailand bildete Ambrì zusammen mit Bedretto, Airolo, Quinto und Prato (Leventina) einen Steuerbezirk, die rodaria de intus montem. Zusammen mit Prato, Quinto und Airolo zahlte es den Zehnten an die Propsteikirche von Biasca. Am 28. Oktober 1682 wurde eine Schulkaplanei gegründet.
Mit der Urbarmachung der Ambrì-Ebene (um 1910) wurde beschlossen, die Ebene landwirtschaftlich zu nutzen und die beiden Dörfer kompakt gegen den Berg zu halten. Mit der Eröffnung der Gotthardbahn dehnten sich die beiden Dörfer aus, folgten der Bahnlinie und berührten sich schliesslich.
Eine weitere Entwicklung fand während des Zweiten Weltkriegs statt, als die Schweizer Armee in der Mitte der Ebene den Flugplatz Ambrì mit seinen anderen Infrastrukturen baute, der später von der Gemeinde Quinto übernommen wurde.
Ambrì-Sopra bildet aber nach wie vor eine eigenständige Bürgergemeinde. Zweite Nachbarschaft ist hier die Corporazione Boggesi Alpe Prato.

## Bevölkerung
| Bevölkerungsentwicklung | Bevölkerungsentwicklung | Bevölkerungsentwicklung | Bevölkerungsentwicklung |
| ----------------------- | ----------------------- | ----------------------- | ----------------------- |
| Jahr                    | 1227                    | 1900                    | 1902                    |
| Einwohner               | 15 Haushaltungen        | 349                     | 300                     |

1900 zählte Ambrì-Sopra 46 Haushaltungen und 256 Einwohner, Ambrì-Sotto 22 Haushaltungen und 93 Einwohner.

## Sehenswürdigkeiten
- Villa Giovanni Guscetti: Die bekannte deutsche Modelleisenbahn-Zubehörfirma Faller brachte im Jahr 1961 einen Modellbausatz dieses Hauses für die Spur H0 auf den Markt unter der Produktbezeichnung „Villa im Tessin“. Er wurde einer der am meisten verkauften Modellbausätze der 1960er-Jahre und wird durch diverse Wiederauflagen bis heute angeboten. Das Original steht an der Via San Gottardo 65.
- Wohnhaus Juri, Architekt: Raffaele Cavadini 1991–1992[5]
- Im Ortsteil Ambrì-Sotto: Oratorium San Nicola di Bari, erwähnt im 17. Jahrhundert, bewahrt die Statue des Nicola (Anfang 16. Jahrhundert)[5]
- Holzwohnhaus mit eklektizistischer Ausschmückung[5]
- Im Ortsteil Ambrì-Sopra: Kapelle Santi Maccabei[5]
- Villa mit Liberty-Ausschmückung (1931)[5]
- Flugplatz Ambrì

## Sport
Ambrì ist vor allem dank seinem Eishockey-Club HC Ambrì-Piotta bekannt, der in der National League A spielt und auf nationaler Ebene bekannt ist. Die Heimspiele des Clubs werden in der Gottardo Arena ausgetragen.

## Persönlichkeiten
- Alina Borioli (1887–1965), Lehrerin, Dichterin, Lokalhistorikerin
- Enrico Celio (1889–1980), Schweizer Politiker (CVP), Staatsrat und Bundesrat
- El Lissitzky (1890–1941), Maler, Architekt, Grafikdesigner, Fotograf, Grafiker, Typograf und Designer. Er war Vermittler des sowjetischen Konstruktivismus in Westeuropa. 1924/1925 Aufenthalt in der Schweiz
- René Juri (* 22. Juni 1922 in Ambrì; † 24. November 2003 in Le Mont-sur-Lausanne), Politiker, Agraringenieur, Freidenker[6]
- Franco Celio (* 21. April 1953 in Quinto), Sekundarlehrer, Politiker (FDP.Die Liberalen), Tessiner Grossrat[7]
- Carla Juri (* 2. Januar 1985 in Locarno) (aufgewachsen in Ambrì), Schauspielerin[8]

## Bilder

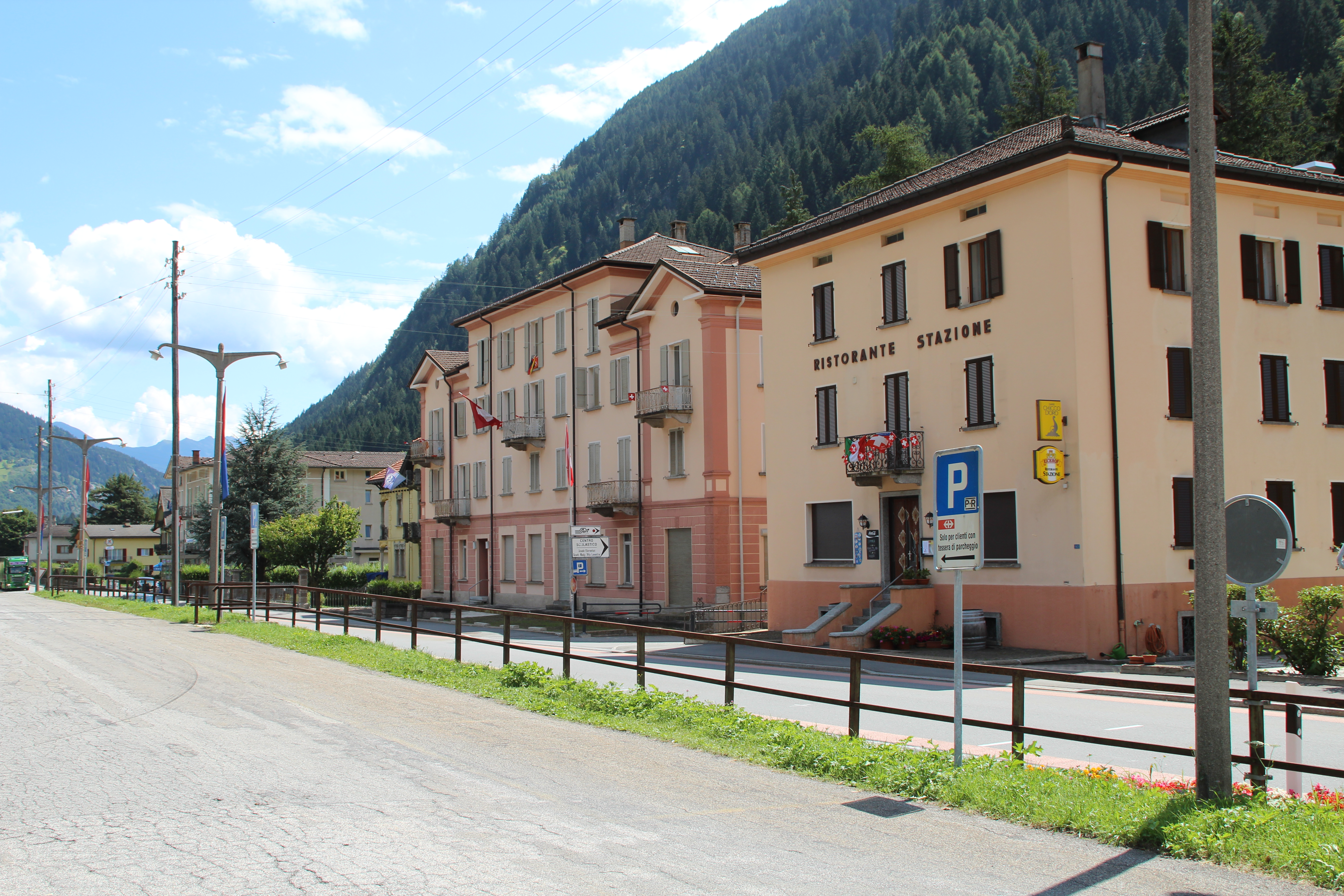
Hauptstrasse beim Bahnhof
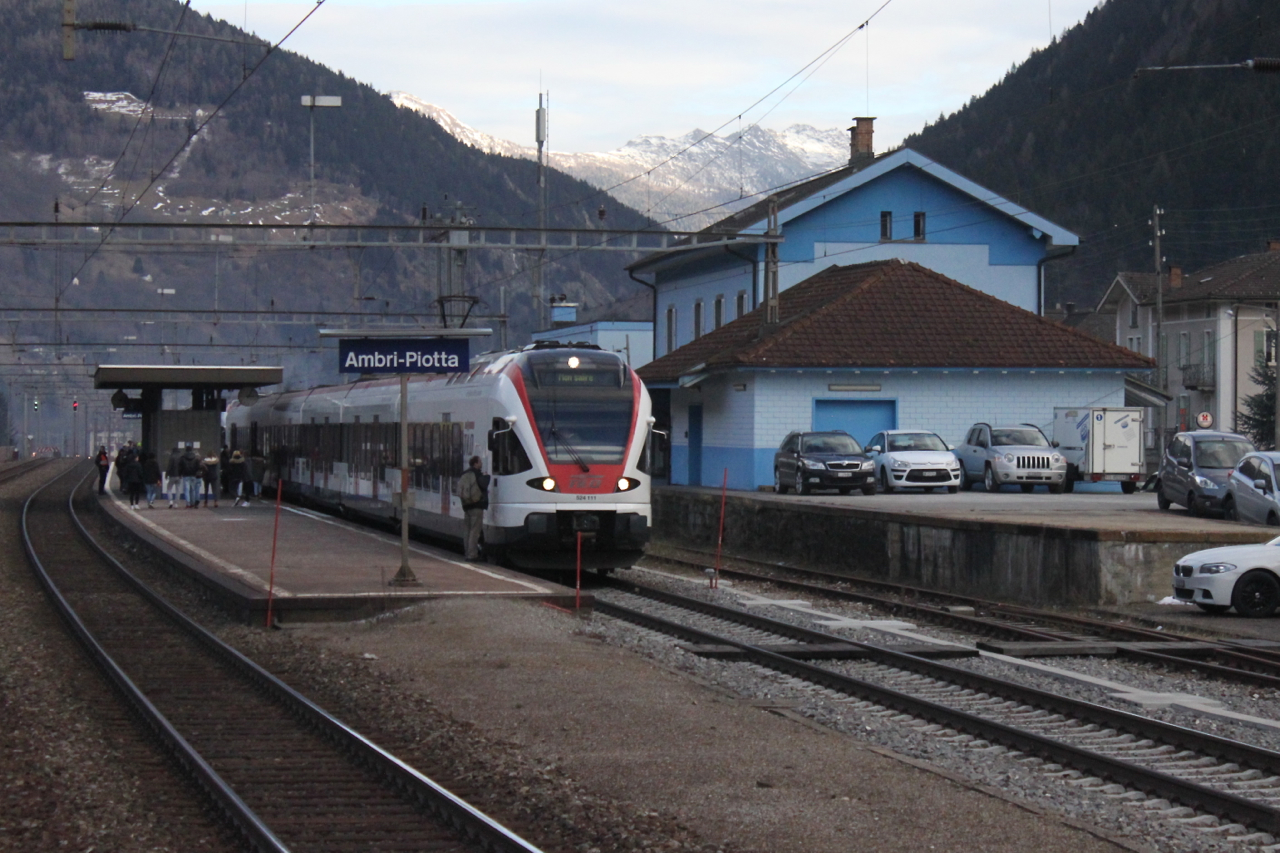
Bahnhof
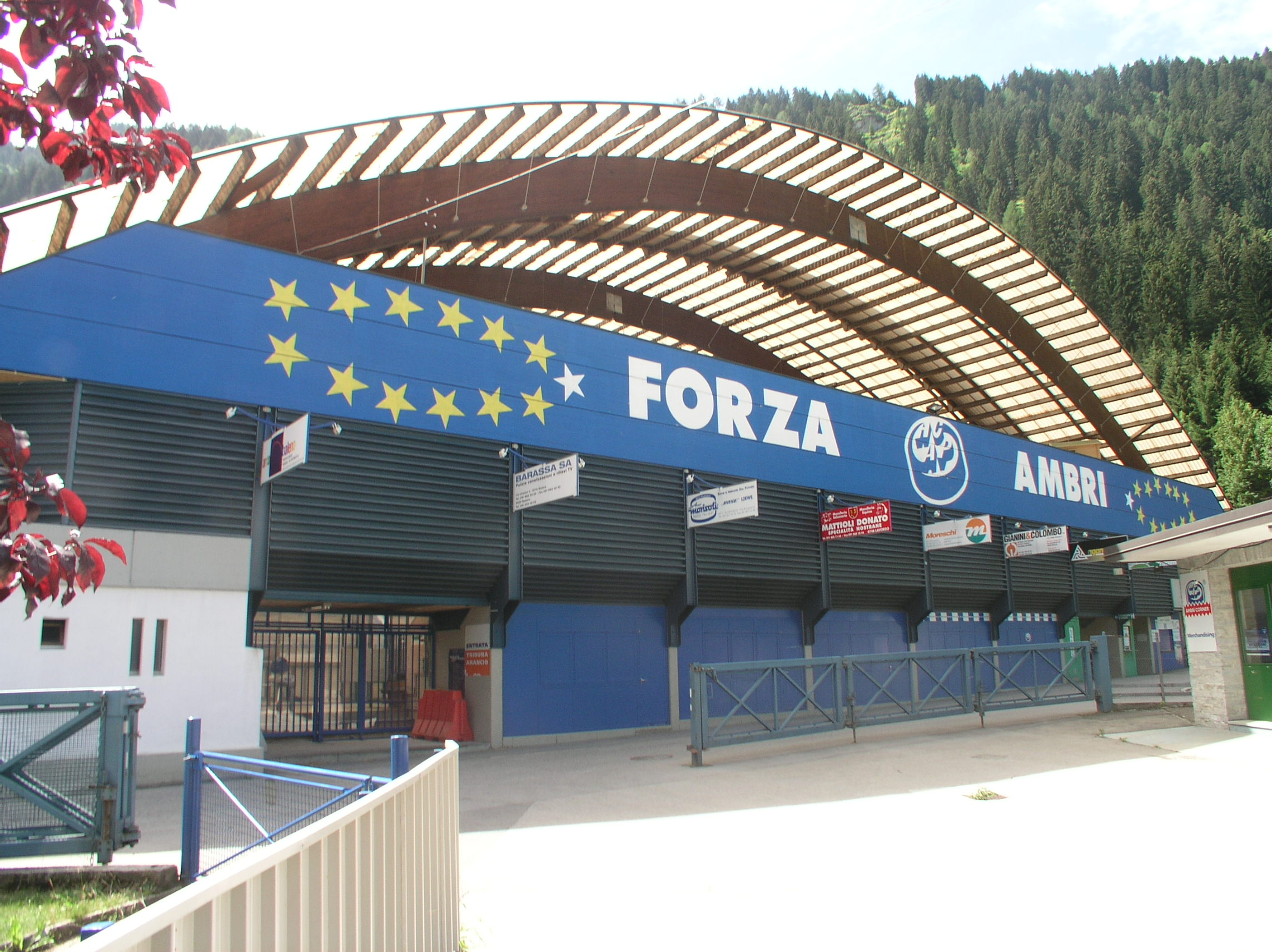
Pista la Valascia (2022 abgebrochen)
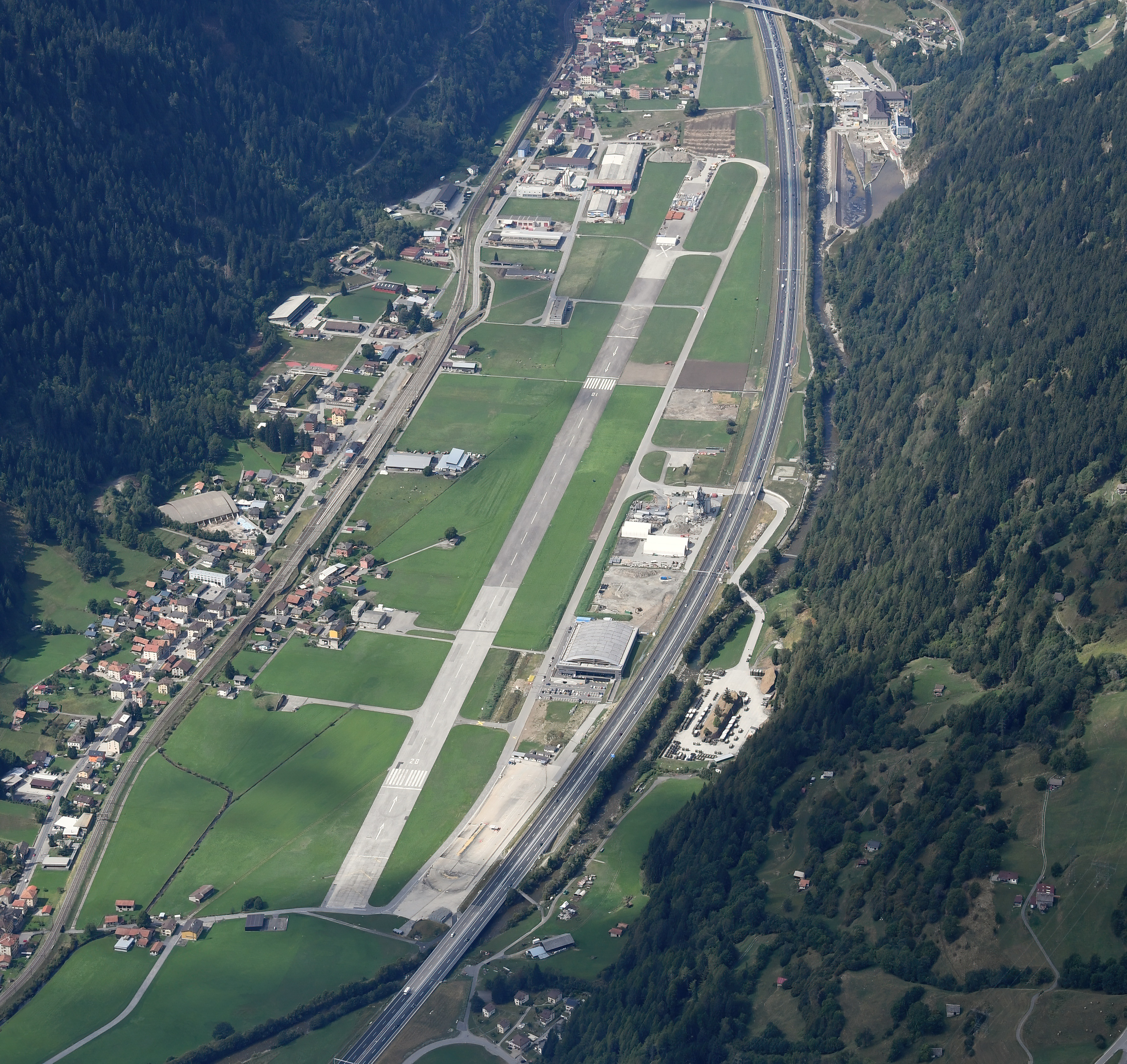
Flugplatz Ambrì
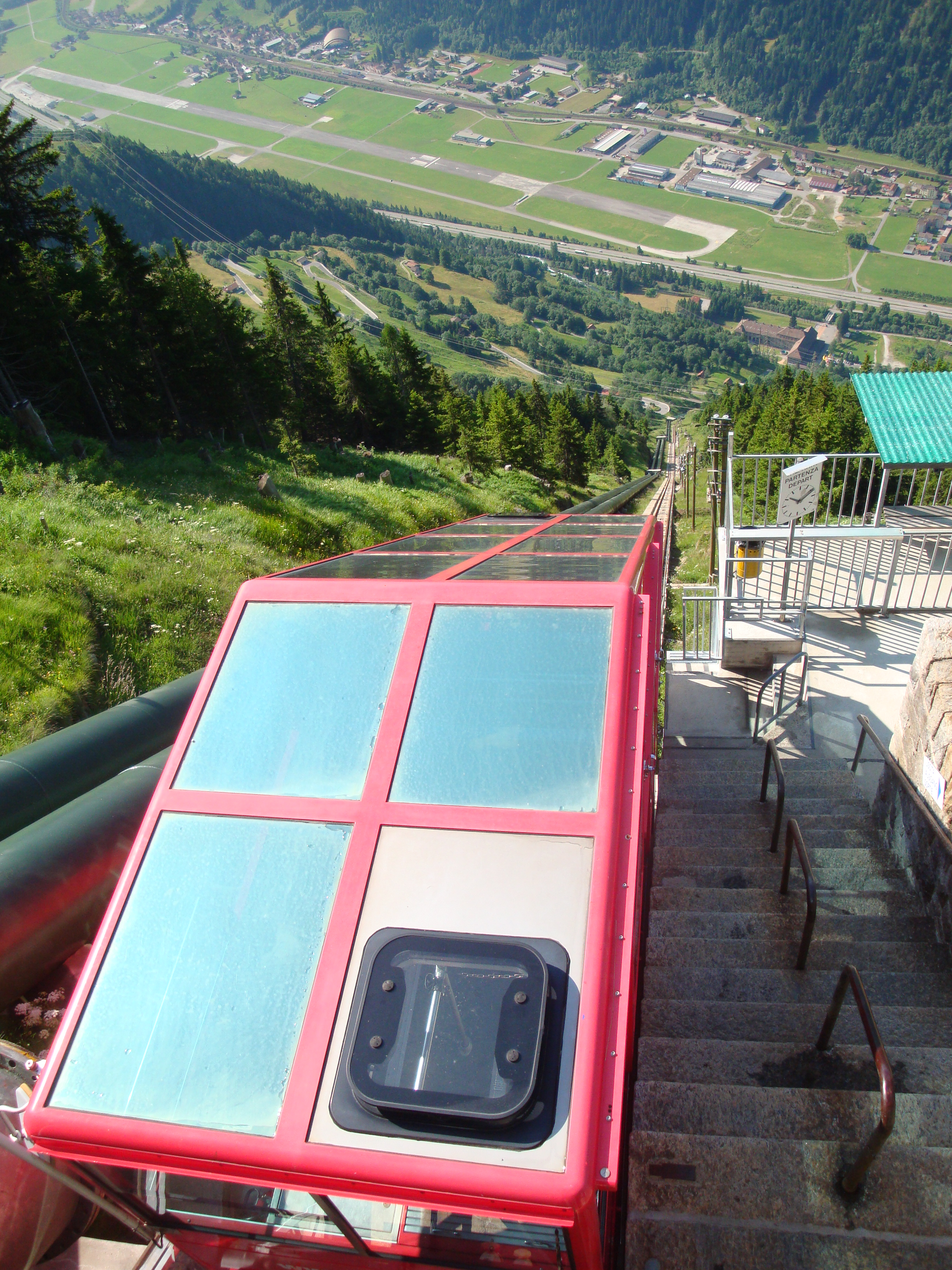
Ritom-Drahtseilbahn